# Loch Fad (sjö i Storbritannien)
Loch Fad är en sjö i Storbritannien.   Den ligger i kommunen Argyll and Bute och riksdelen Skottland, i den nordvästra delen av landet, 600 km nordväst om huvudstaden London. Loch Fad ligger 10 meter över havet. Den ligger på ön Isle of Bute. Trakten runt Loch Fad består i huvudsak av gräsmarker.